# باري بي. باول
باري بي. باول (بالإنجليزية: Barry B. Powell)‏ هو عالم لغوي كلاسيكي أمريكي، ولد في 1997.